# Olympische Sommerspiele 2020/Radsport – Mannschaftsverfolgung Bahn (Männer)
Die Mannschaftsverfolgung im Bahnradsport der Männer bei den Olympischen Spielen 2020 in Tokio wurde vom 2. bis 4. August 2021 im Izu Velodrome ausgetragen.

## Qualifikation
| Rang | Nation         | Athleten                                                          | Zeit (min) | Anmerkungen |
| ---- | -------------- | ----------------------------------------------------------------- | ---------- | ----------- |
| 1    | Dänemark       | Lasse Norman Hansen Niklas Larsen Frederik Madsen Rasmus Pedersen | 3:45,014   | (OR)        |
| 2    | Italien        | Simone Consonni Filippo Ganna Francesco Lamon Jonathan Milan      | 3:45,895   |             |
| 3    | Neuseeland     | Aaron Gate Campbell Stewart Regan Gough Jordan Kerby              | 3:46,079   |             |
| 4    | Großbritannien | Ethan Hayter Ed Clancy Ethan Vernon Oliver Wood                   | 3:47,507   |             |
| 5    | Australien     | Kelland O’Brien Sam Welsford Leigh Howard Alexander Porter        | 3:48,448   |             |
| 6    | Kanada         | Vincent De Haître Michael Foley Derek Gee Jay Lamoureux           | 3:50,455   |             |
| 7    | Deutschland    | Theo Reinhardt Felix Groß Leon Rohde Domenic Weinstein            | 3:50,830   |             |
| 8    | Schweiz        | Robin Froidevaux Stefan Bissegger Mauro Schmid Cyrille Thièry     | 3:51,514   |             |

- Q = Qualifikation für die Läufe für das Rennen um Gold
- q = Qualifikation für die Läufe für das Rennen um Bronze

### Erste Runde
Die Begegnungen der ersten Runde ergaben sich aus den Platzierungen der Qualifikation, dabei traten die Mannschaften wie folgt an:
- Lauf 1: 6. gegen 7.
- Lauf 2: 5. gegen 8.
- Lauf 3: 2. gegen 3.
- Lauf 4: 1. gegen 4.

Die Gewinner der Läufe 3 und 4 qualifizierten sich für das Rennen um Gold. Die übrigen sechs Mannschaften wurden nach ihrer Zeit sortiert und fuhren je nach Position die Plätze 3 bis 7 aus.
| Rang | Lauf | Nation         | Athleten                                                          | Zeit (min) | Anmerkungen |
| ---- | ---- | -------------- | ----------------------------------------------------------------- | ---------- | ----------- |
| 1    | 3    | Italien        | Simone Consonni Filippo Ganna Francesco Lamon Jonathan Milan      | 3:42,307   | QG, (WR)    |
| 2    | 4    | Dänemark       | Lasse Norman Hansen Niklas Larsen Frederik Madsen Rasmus Pedersen |            | QG          |
| 3    | 3    | Neuseeland     | Aaron Gate Campbell Stewart Regan Gough Jordan Kerby              | 3:42,397   | QB          |
| 4    | 2    | Australien     | Kelland O’Brien Sam Welsford Leigh Howard Lucas Plapp             | 3:44,902   | QB          |
| 5    | 1    | Kanada         | Vincent De Haître Michael Foley Derek Gee Jay Lamoureux           | 3:46,769   | Q5          |
| 6    | 1    | Deutschland    | Theo Reinhardt Felix Groß Leon Rohde Domenic Weinstein            | 3:48,861   | Q5          |
| 7    | 2    | Schweiz        | Stefan Bissegger Valère Thiébaud Théry Schir Cyrille Thièry       | 3:49,111   | Q7          |
| 8    | 4    | Großbritannien | Ethan Hayter Charlie Tanfield Ethan Vernon Oliver Wood            | 4:28,489   | Q7          |

- Dänemark holte das Team aus Großbritannien ein und zog damit in das Finale um die Goldmedaille ein, konnte aber keine Zeit erzielen, da der dritte britische Fahrer, der den Kontakt zu den beiden vorderen Fahrern seines Teams verloren hatte, zusammen mit dem ihn einholenden ersten dänischen Fahrer stürzte.[1]
- Laut UCI-Regeln 3.5.020: „A record beaten the same day shall not be confirmed.“ („Ein am selben Tag unterbotener Weltrekord wird nicht bestätigt.“)
- QG = Qualifikation für das Rennen um Gold
- QB = Qualifikation für das Rennen um Bronze
- Q5 = Qualifikation für das Rennen um Platz 5
- Q7 = Qualifikation für das Rennen um Platz 7

### Finale
| Rang              | Nation         | Athleten                                                                                  | Zeit (min) | Anmerkungen |
| ----------------- | -------------- | ----------------------------------------------------------------------------------------- | ---------- | ----------- |
| Rennen um Platz 7 |                |                                                                                           |            |             |
| 7                 | Großbritannien | Ethan Hayter Charlie Tanfield Ethan Vernon Oliver Wood Ed Clancy                          | 3:45,636   |             |
| 8                 | Schweiz        | Robin Froidevaux Stefan Bissegger Valère Thiébaud Cyrille Thièry Théry Schir Mauro Schmid | 3:50,041   |             |
| Rennen um Platz 5 |                |                                                                                           |            |             |
| 5                 | Kanada         | Vincent De Haître Michael Foley Derek Gee Jay Lamoureux                                   | 3:46,324   |             |
| 6                 | Deutschland    | Roger Kluge Felix Groß Leon Rohde Domenic Weinstein Theo Reinhardt                        | 3:50,023   |             |
| Rennen um Bronze  |                |                                                                                           |            |             |
| Bronze            | Australien     | Kelland O’Brien Sam Welsford Leigh Howard Lucas Plapp Alexander Porter                    |            |             |
| 4                 | Neuseeland     | Aaron Gate Campbell Stewart Regan Gough Jordan Kerby                                      | OVL        |             |
| Rennen um Gold    |                |                                                                                           |            |             |
| Gold              | Italien        | Simone Consonni Filippo Ganna Francesco Lamon Jonathan Milan                              | 3:42,032   | WR          |
| Silber            | Dänemark       | Lasse Norman Hansen Niklas Larsen Frederik Madsen Rasmus Pedersen                         | 3:42,196   |             |